# Cosmia pallescens
Cosmia pallescens är en fjärilsart som beskrevs av Barend J. Lempke 1965. Cosmia pallescens ingår i släktet Cosmia och familjen nattflyn. Inga underarter finns listade i Catalogue of Life.